# Ligula
De ligula of het tongetje is het vliesje of een krans van haren bij de overgang van de bladschede naar de bladschijf en komt voor bij grassenfamilie en de cypergrassenfamilie. Bij riet en kikuyu-gras bijvoorbeeld bestaat het tongetje uit een krans van haartjes en bij straatgras of bij grote vossenstaart uit een vliesje. Als het tongetje vliesachtig is, kan dit al dan niet behaard zijn met enkele tot vele haartjes.
Aan het begin van een tongetje kan een spits aanhangsel zitten: de antiligula, zoals bij eenbloemig parelgras.

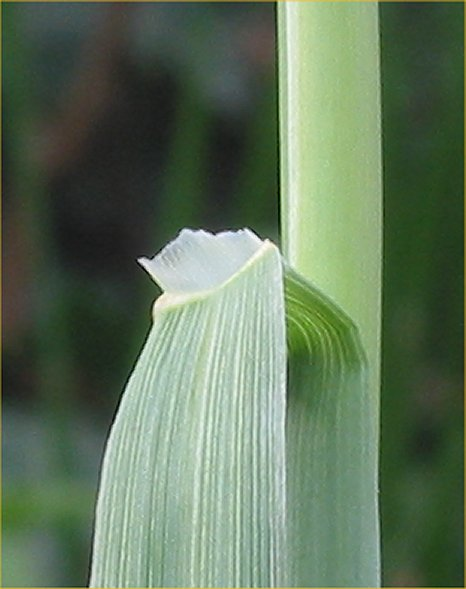
Tongetje bij grote vossenstaart
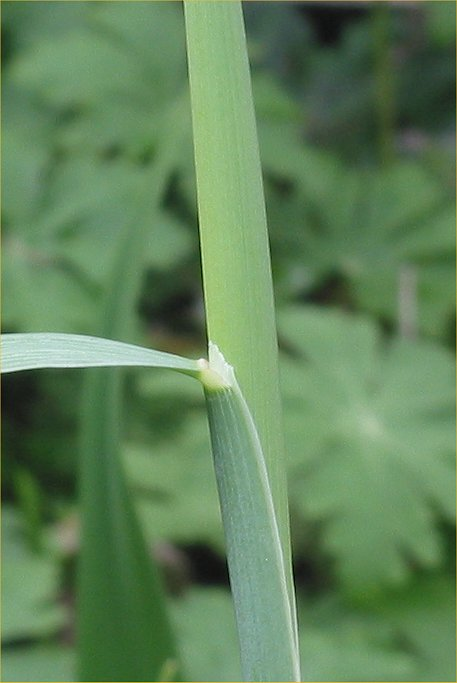
Tongetje tegen bloeistengel van grote vossenstaart aan
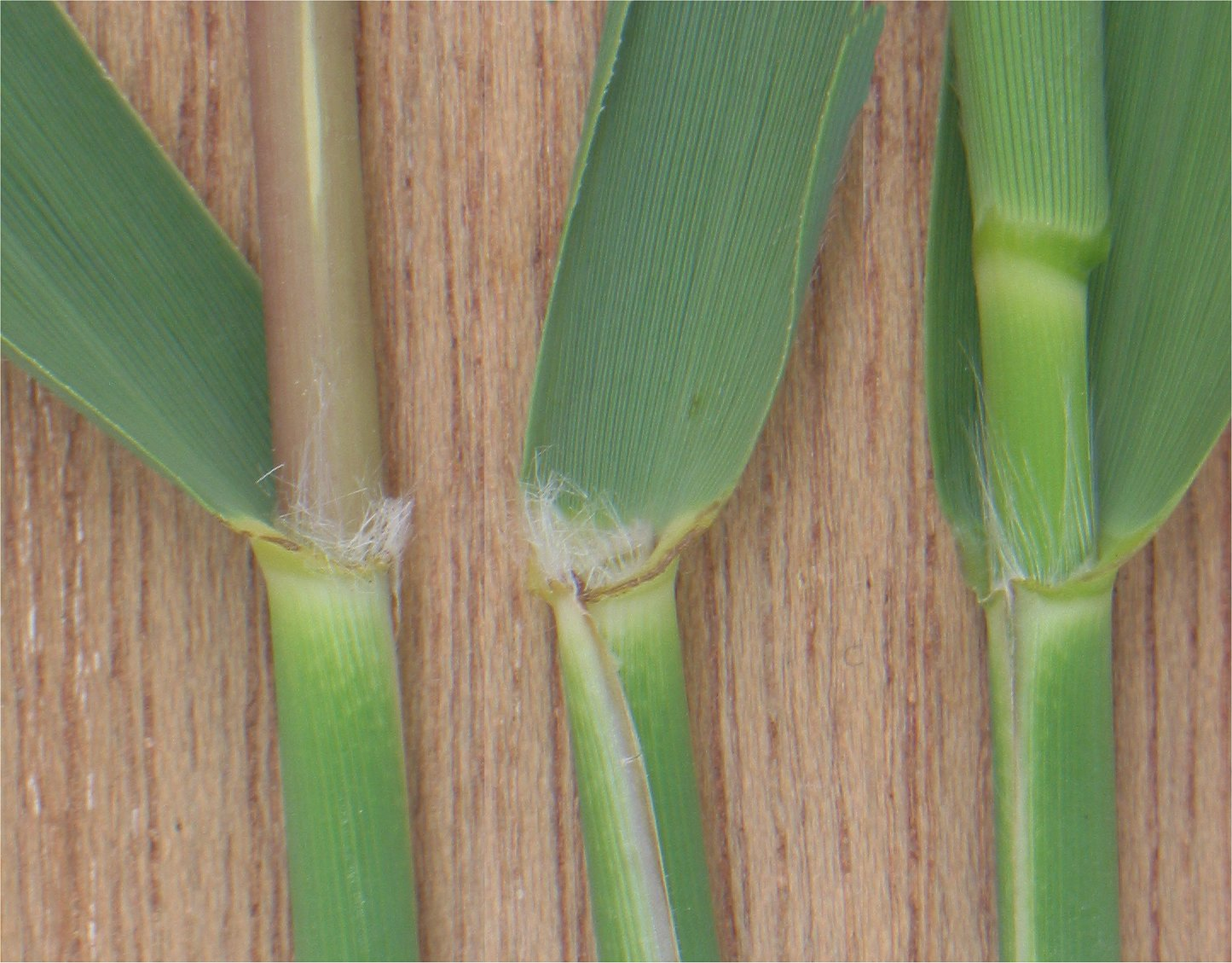
Tongetje van riet
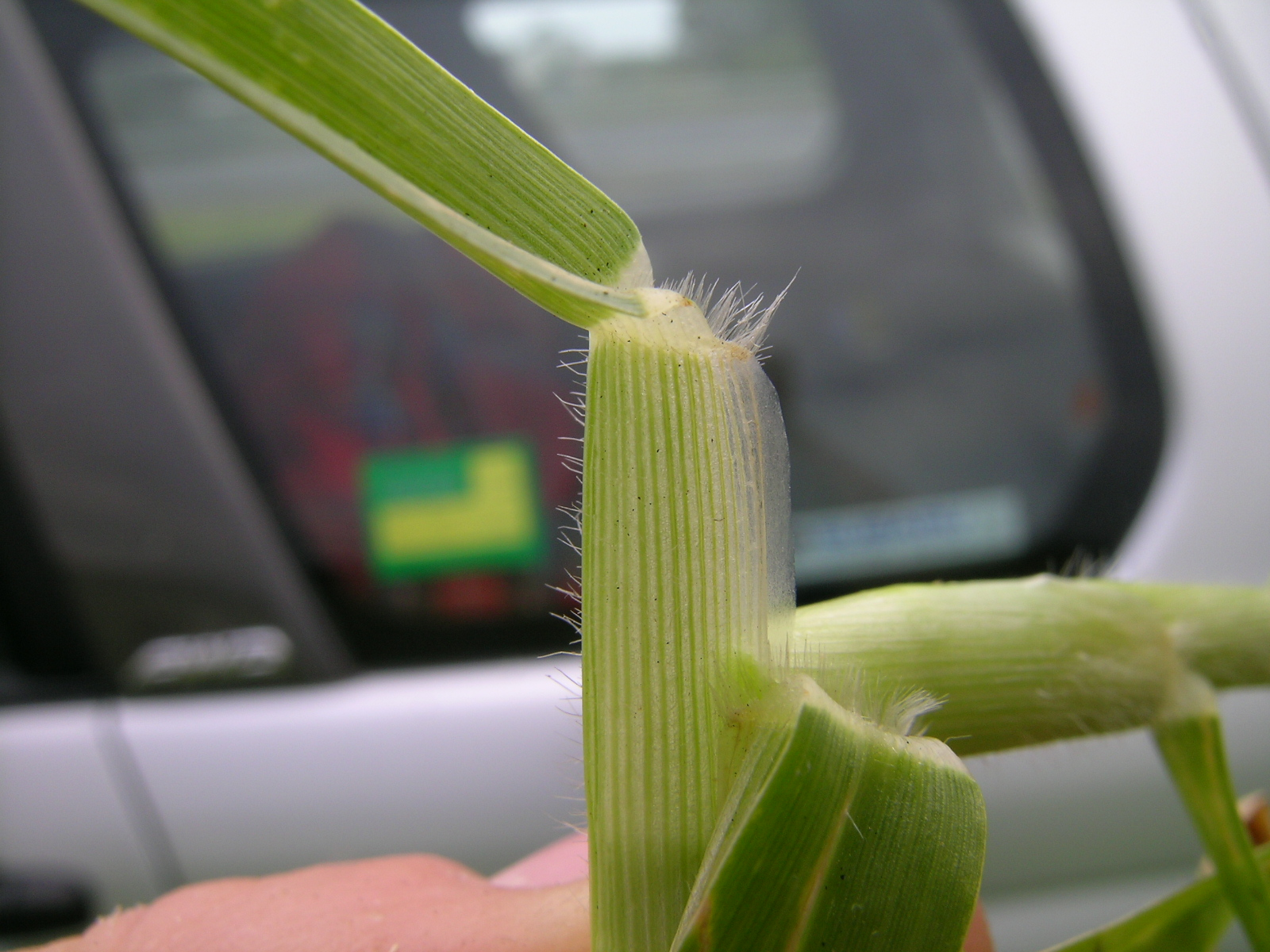
Tongetje van kikuyu-gras
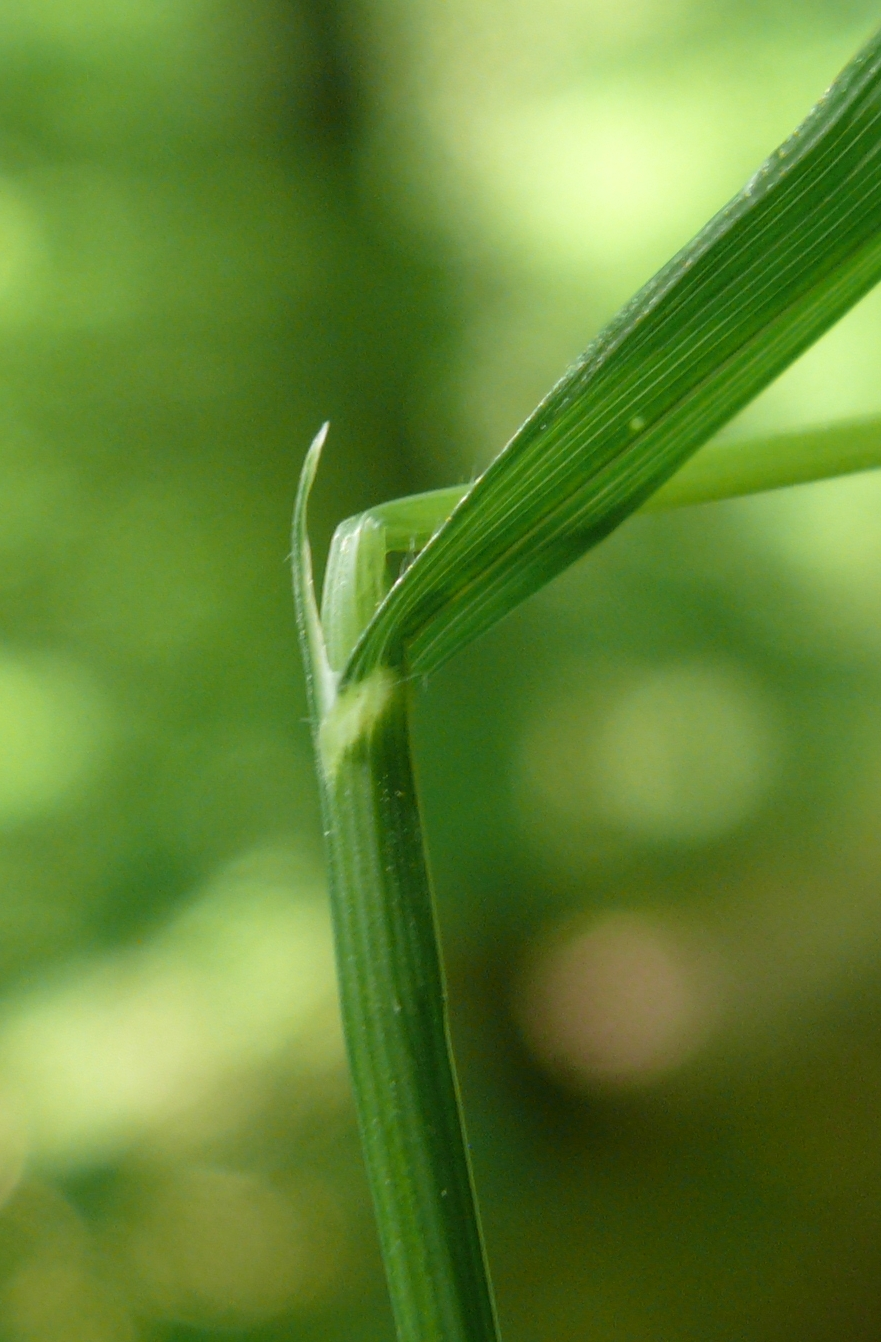
Antiligula bij eenbloemig parelgras
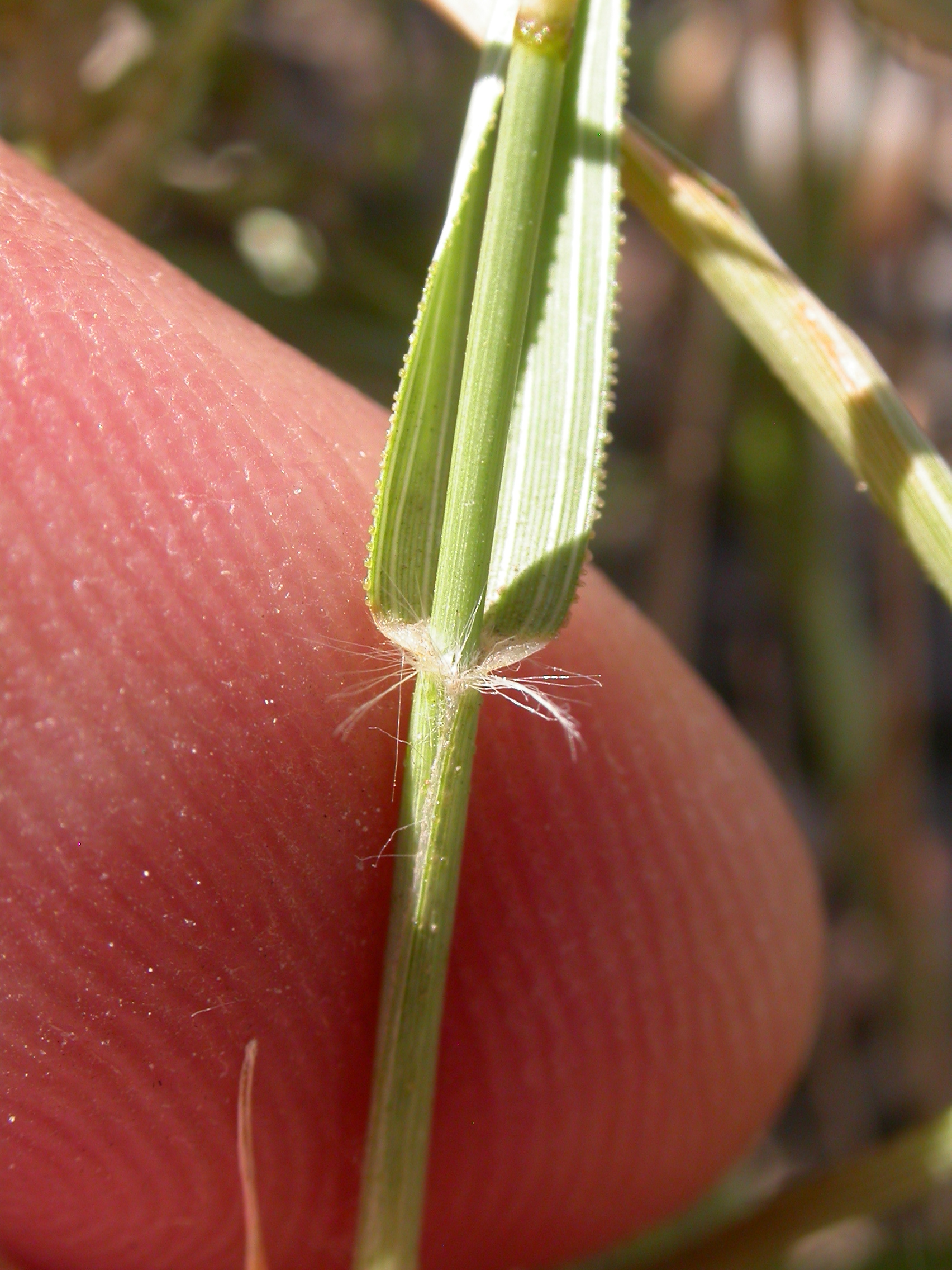
Tongetje van stinkend liefdegras
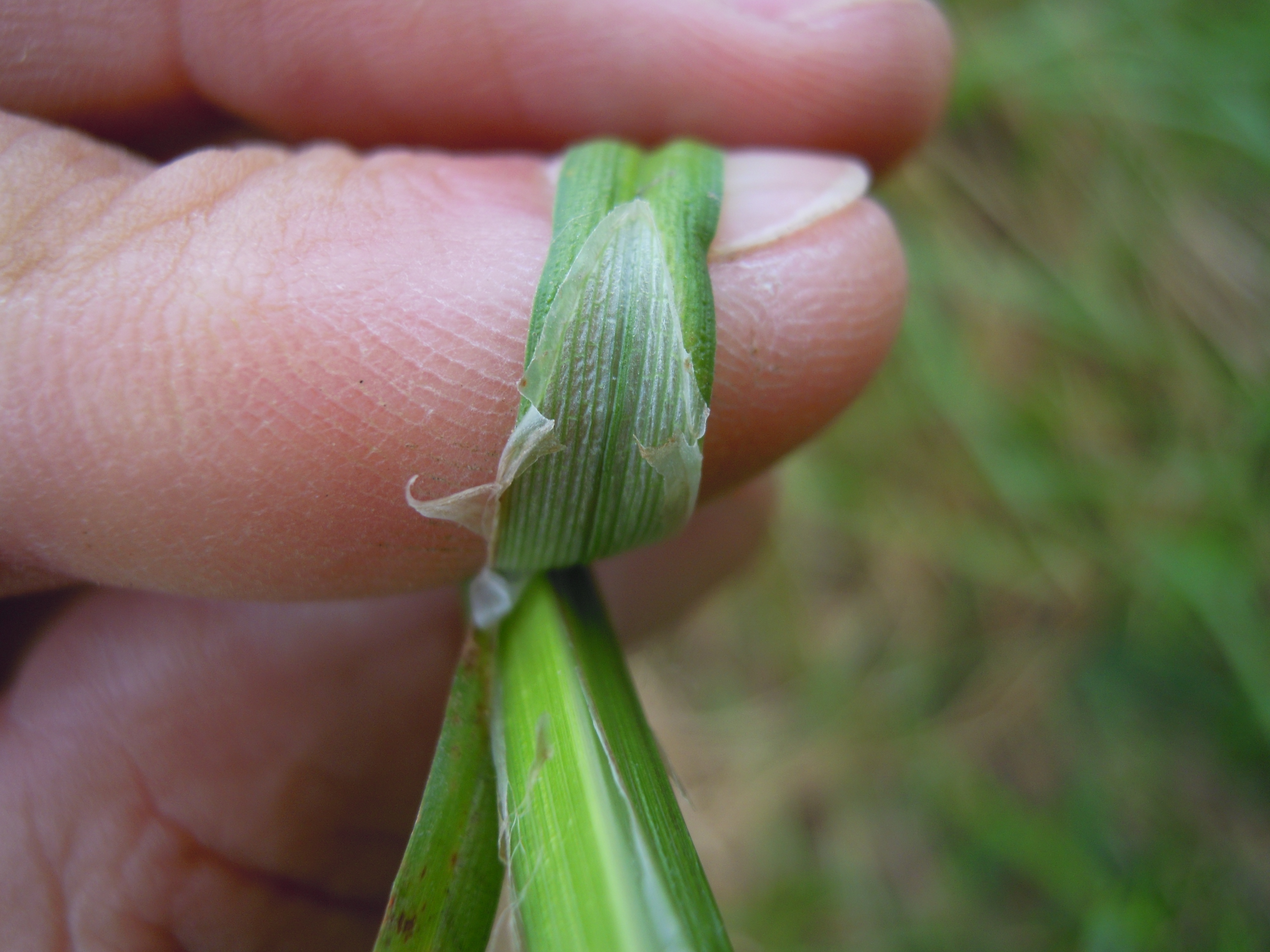
Tongetje of velumentum van blaaszegge